# Prima Categoria Umbria 1965-1966
Il campionato di calcio di Prima Categoria 1965-1966 è stato il V livello del campionato italiano. A carattere regionale, fu il settimo campionato dilettantistico con questo nome dopo la riforma voluta da Bruno Zauli del 1958.
Questo è il girone organizzato dal Comitato Regionale Umbro per la regione Umbria.

## Squadre partecipanti
| Squadra       | Città (provincia)                       | Stagione 1964-1965                                        |
| ------------- | --------------------------------------- | --------------------------------------------------------- |
| Amerina       | Amelia (TR)                             | 6° in Prima Categoria Umbria                              |
| Angelana      | Santa Maria degli Angeli di Assisi (PG) | 11° in Prima Categoria Umbria                             |
| Assisi        | Assisi (PG)                             | 1° in Seconda Categoria Umbria/A, promosso dopo finali    |
| Bastia        | Bastia Umbra (PG)                       | 4° in Prima Categoria Umbria                              |
| Gualdo        | Gualdo Tadino (PG)                      | 15° in Prima Categoria Umbria, retrocesso e poi ripescato |
| Foligno       | Foligno (PG)                            | 17° in Serie D/C, retrocesso                              |
| Juventina     | Perugia                                 | 1° in Seconda Categoria Umbria/B, promossa dopo finali    |
| Nestor        | Marsciano (PG)                          | 10° in Prima Categoria Umbria                             |
| Orvietana     | Orvieto (TR)                            | 7° in Prima Categoria Umbria                              |
| Ponte Felcino | Ponte Felcino di Perugia                | 4° in Prima Categoria Umbria                              |
| Pontevecchio  | Ponte San Giovanni di Perugia           | 2° in Prima Categoria Umbria                              |
| San Gemini    | San Gemini (TR)                         | 11° in Prima Categoria Umbria                             |
| Spoleto       | Spoleto (PG)                            | 11° in Prima Categoria Umbria                             |
| Tiberis       | Umbertide (PG)                          | 8° in Prima Categoria Umbria                              |
| Todi          | Todi (PG)                               | 3° in Prima Categoria Umbria                              |
| Virtus        | Terni                                   | 9° in Prima Categoria Umbria                              |

## Classifica finale
|  | Pos. | Squadra       | Pt | G  | V | N | P | GF | GS | DR |
|  | ---- | ------------- | -- | -- | - | - | - | -- | -- | -- |
|  | 1.   | Foligno       | 51 | 30 |   |   |   |    |    |    |
|  | 2.   | Pontevecchio  | 45 | 30 |   |   |   |    |    |    |
|  | 3.   | Todi          | 40 | 30 |   |   |   |    |    |    |
|  | 4.   | Angelana      | 37 | 30 |   |   |   |    |    |    |
|  | 5.   | Nestor        | 34 | 30 |   |   |   |    |    |    |
|  | 6.   | Bastia        | 33 | 30 |   |   |   |    |    |    |
|  | 6.   | Juventina     | 33 | 30 |   |   |   |    |    |    |
|  | 6.   | Orvietana     | 33 | 30 |   |   |   |    |    |    |
|  | 6.   | Ponte Felcino | 33 | 30 |   |   |   |    |    |    |
|  | 10.  | Gualdo        | 29 | 30 |   |   |   |    |    |    |
|  | 11.  | Assisi        | 27 | 30 |   |   |   |    |    |    |
|  | 12.  | San Gemini    | 24 | 30 |   |   |   |    |    |    |
|  | 13.  | Virtus        | 22 | 30 |   |   |   |    |    |    |
|  | 14.  | Spoleto       | 20 | 30 |   |   |   |    |    |    |
|  | 15.  | Amerina       | 11 | 30 |   |   |   |    |    |    |
|  | 16.  | Tiberis       | 8  | 30 |   |   |   |    |    |    |

Legenda:

      Promossa in Serie D 1966-1967.
      Retrocessa in Seconda Categoria Umbria 1966-1967.
Note:

Due punti a vittoria, uno a pareggio, zero a sconfitta.